# Paulino Rivero Baute
Paulino Rivero Baute (El Sauzal, Tenerife, 11 de febrer de 1952) és un polític canari, President del Govern de Canàries entre 2007 i 2015.

## Biografia
És diplomat en magisteri per la Universitat de La Laguna, està casat i té dos fills. Va exercir com a professor de primària fins que el 1979, en les primeres eleccions democràtiques en Espanya, és escollit alcalde de la seva localitat natal, El Sauzal, ja que va ocupar fins a 2007, inicialment al capdavant de la Unió de Centre Democràtic i després des de 1983 dintre de la Agrupación Tinerfeña Independiente (ATI), partit inclòs actualment dintre de Coalició Canària (CC).
També ha estat conseller del Cabildo de Tenerife, per a després el 1996 donar el salt a la política nacional, sent diputat en les legislatures VI, VII i VIII de Corts espanyoles per Santa Cruz de Tenerife. Va presidir la Comissió Parlamentària sobre els atemptats de l'11 de març de 2004 a Madrid. En 2007 va ser escollit candidat a la Presidència del Govern de Canàries per Coalició Canària a les eleccions de maig, sent la seva llista la tercera més votada.

### President del govern de Canàries
L'11 de juliol de 2007 va ser investit president del Govern de Canàries gràcies a un pacte amb el Partit Popular. Després de resultar escollit en aquestes eleccions va abandonar el seu escó al Congrés dels Diputats, per ser incompatible amb el de diputat regional, i va abandonar la presidència de Coalició Canària. Paulino Rivero és el quart president consecutiu de Canàries per CC des de 1995.

### Després de la presidència de Canàries
El desembre de 2022 Rivero fou nomenat president del Club Deportivo Tenerife després que José Miguel Garrido es convertís en el màxim accionista, però Rivero va dimitir el 20 de febrer de 2025.